# Invisible Sun
Invisible Sun è il primo singolo estratto da Ghost in the Machine, il quarto album del gruppo musicale britannico The Police.

## Il singolo
Pubblicato esclusivamente nel Regno Unito, ha raggiunto la seconda posizione in classifica; per gli altri Paesi il singolo di punta prescelto fu Every Little Thing She Does Is Magic.
La canzone parla delle tensioni nell'Irlanda del Nord; a causa degli argomenti trattati, Bono degli U2 ha spesso eseguito la canzone insieme ai Police quando i due gruppi comparivano agli stessi concerti: la prima occasione fu nel 1982 ad un festival a Gateshead, e successivamente il duetto è stato riproposto nel 1986 negli ultimi due spettacoli del tour A Conspiracy of Hope organizzato da Amnesty International.
La canzone si discosta dalle precedenti produzioni del gruppo, essendo costruita su un loop di sintetizzatore, con testi potenti e ossessivi. Tra le altre cose, il testo si riferisce ai fucili ArmaLite utilizzati prevalentemente dall'IRA. Il video della canzone contiene una sequenza di filmati tratti dal conflitto in Irlanda del Nord; per questo, il video è stato messo al bando dalla BBC.
La canzone è stata riproposta dal gruppo irlandese Therapy? nel 1993, mentre gli Edge of Sanity, band death metal svedese, ne hanno prodotto una cover nel 1995.

## Tracce
1. Invisible Sun – 3:35
2. Shambelle – 5:42

## Formazione
- Sting - voce, basso, tastiere
- Andy Summers - chitarra, effetti sonori
- Stewart Copeland - batteria

## Classifiche
| Classifica (1981) | Posizione massima |
| ----------------- | ----------------- |
| Irlanda           | 5                 |
| Regno Unito       | 2                 |